# Joan of Arc (groupe)
Pour les articles homonymes, voir Joan of Arc.
Joan of Arc est un groupe de rock indépendant américain, originaire de Chicago, dans l'Illinois. Il est formé en 1995 après la séparation de Cap'n Jazz. Le chanteur Tim Kinsella reste le seul membre constant depuis la création du groupe.

## Biographie

### Débuts
Le groupe est initialement formé en 1995 sous le nom de Red Blue Yellow. Il se sépare après un premier concert, mais revient avec de nouvelles chansons et un nouveau nom. Trois mois plus tard, Joan of Arc donne son premier concert à l'Autonomous Zone de Chicago. Après deux singles 7", le groupe enregistre son premier album studio, A Portable Model of..., publié au label Jade Tree Records. A Portable Model of... comprend la signature sonore typique à JOA : des chansons sur fond acoustique mêlée à des éléments électroniques. Ce premier album fait d'ailleurs participer Davey von Bohlen (ancien guitariste de Cap'n Jazz et chanteur de The Promise Ring) et Ryan Rapsys (Euphone).
En 1998, Joan of Arc publie How Memory Works. Après le départ de Mike Kinsella, Erik Bocek, et le nouveau membre Todd Mattei, Joan of Arc se retrouve soudain sous les projecteurs après la séparation Cap'n Jazz, groupe de Kinsella. Même si le groupe est considéré comme un pionnier du genre plus tard appelé emo (un terme rejeté par Kinsella), son nouvel album nie toute implication dans ce genre. La couverture reprend le film Weekend de Jean-Luc Godard (1967). La sortie de Live in Chicago 1999 marque aussi la période « ingrate » de Joan of Arc.

### Suites
Plus tard, Tim Kinsella formera un groupe appelé Owls, une réincarnation de la formation originale de Cap'n Jazz. Après avoir enregistré un album avec Steve Albini en 2001, le départ de Mike Kinsella et Victor Villareal mène à la séparation de Owls. De nouveau sans groupe, Tim Kinsella expliquera plus tard travailler sur un album solo. Après avoir terminé cet album avec l'aide de Sam Zurick et Mike Kinsella, Tim Kinsella décide de faire revivre Joan of Arc. Joan of Arc publie In Rape Fantasy and Terror Sex We Trust au label Perishable Records, qui fait participer Tim Rutili et Ben Massarella de Califone, et qui est produit par Califone. Il est enregistré entre mai 2001 et septembre 2002. AllMusic estime que le groupe s'est surpassé avec In Rape Fantasy and Terror Sex We Trust.
En soutien aux albums en 2003, Tim Kinsella organise une nouvelle formation qui comprend Bobby Burg, Nate Kinsella (cousin de Tim) et Sam Zurick, qui feront partie du projet parallèle Make Believe. Après un album live enregistré en Allemagne et un split EP avec Bundini Brown (de Tortoise et Gastr Del Sol), le groupe collabore sur son nouvel album Joan of Arc, Dick Cheney, Mark Twain publié au label Polyvinyl Records. Pour l'album Presents Guitar Duets (Polyvinyl Records), Tim Kinsella regroupe dix anciens membres de Joan of Arc et autres comme Tim Rutili.
En 2006, Joan of Arc publie la compilation The Intelligent Design of... qui comprend singles, splits, et compilations publiés jusque-là durant la carrière du groupe.  Peu après, Joan of Arc publie Eventually All at Once qui est couplé avec un EP intitulé Many Times I've Mistaken. L'EP comprend deux chansons de Eventually All at Once. En 2007, la bande son de Orchard Vale, une autre sortie expérimentale du groupe réalisée par Kinsella, est publiée. En 2008, Joan of Arc publie Boo! Human chez Polyvinyl Records.
En septembre 2010, Joyful Noise Recordings publie un coffret intégral 10 CD du groupe. En 2017, le groupe publie un nouvel album intitulé He's Got the Whole this Land is Your Land in His Hands.

## Membres

### Membres actuels
- Tim Kinsella – chant, guitare (depuis 1995)
- Jeremy Boyle - guitare (1995–2005, depuis 2016)
- Theo Katsaounis – batterie, percussions (depuis 2008)
- Bobby Burg – basse (depuis 2004)
- Melina Ausikaitis - guitare, chant (depuis 2012)

### Anciens membres
- Sam Zurick – basse, guitare (1995–1998, 2012)
- Erik Bocek – guitare, basse (1995–1998)
- Mike Kinsella – batterie, guitare (1996–2005)
- Paul Koob – (1997–1999, 2012)
- Todd Mattei – (1998–2005, 2012)
- Victor Villareal – guitare (2010–2012)
- Josh Abrams
- Leroy Bach
- Amy Cargill
- Matt Clark

## Discographie

### Albums studio
- 1997 : A Portable Model of...
- 1998 : How Memory Works
- 2000 : The Gap
- 2003 : So Much Staying Alive and Lovelessness
- 2003 : In Rape Fantasy and Terror Sex We Trust
- 2004 : Joan of Arc, Dick Cheney, Mark Twain
- 2005 : Presents Guitar Duets
- 2006 : The Intelligent Design of...
- 2006 : Eventually, All at Once
- 2007 : Orchard Vale
- 2008 : Boo! Human
- 2009 : Flowers
- 2010 : Presents Don't Mind Control
- 2011 : Oh Brother
- 2011 : Life Like
- 2012 : Presents Joan of Arc
- 2012 : Presents Pine Cone
- 2012 : Joan of Arc
- 2013 : Testimonium Songs
- 2017 : He's Got the Whole this Land is Your Land in His Hands

### Albums live
- 1999 : Live in Chicago, 1999
- 2004 : Live in Muenster, 2003
- 2011 : Presents The Joan of Arc Lightbox Orchestra Conducted by Fred Lonberg-Holm

### EP
- 2001 : How Can Any Thing So Little Be Any More?

### Singles et splits
- 1996 : Method And Sentiment 7"
- 1997 : Busy Bus/Sunny Sun 7"
- 2003 : Rabbit Rabbit Split 7"
- 2004 : Bundini Brown Split 12"
- 2004 : Many Times I've Mistaken
- 2008 : My Summer-Long High Wipeout 7"
- 2010 : Meaningful Work 7"